# Deion Jones
Deion Jones, detto Debo (New Orleans, 4 novembre 1995), è un giocatore di football americano statunitense che milita nel ruolo di linebacker per i Buffalo Bills della National Football League (NFL).

## Carriera

### Atlanta Falcons
Al college, Jones giocò a football con gli LSU Tigers dal 2012 al 2015, divenendo titolare nell'ultima stagione, in cui fu finalista del Butkus Award. Fu scelto nel corso del secondo giro (52º assoluto) nel Draft NFL 2016 dagli Atlanta Falcons. Nella sua prima stagione regolare disputò 15 gare, 13 delle quali come titolare, guidando Atlanta con 108 tackle e 3 intercetti. Un altro intercetto lo fece registrare nel divisional round dei playoff su Russell Wilson dei Seattle Seahawks nella vittoria dei Falcons per 36-20. Il 5 febbraio 2017,  partì come titolare nel Super Bowl LI in cui i Falcons furono battuti ai tempi supplementari dai New England Patriots dopo avere sprecato un vantaggio di 28-3 a tre minuti dal termine del terzo quarto.
Nella settimana 14 della stagione 2017, Jones fu decisivo intercettando Drew Brees nella end zone a 90 secondi dal termine. Terminò quella partita con 13 tackle, venendo premiato come miglior difensore della NFC della settimana. A fine stagione fu convocato per il suo primo Pro Bowl al posto dell'infortunato Luke Kuechly.
Nel settimo turno della stagione 2021 Jones mise a referto 15 tackle (3 con perdita di yard) e un sack, venendo premiato per la seconda volta come difensore della NFC della settimana.

### Cleveland Browns
Il 9 ottobre 2022 Jones fu scambiato con i Cleveland Browns per una scelta del sesto e del settimo giro del draft.

### Carolina Panthers
Il 31 luglio 2023 Jones firmò con i Carolina Panthers.

### Buffalo Bills
Il 4 maggio 2024 Jones firmó un contratto di un anno con i Buffalo Bills.

## Palmarès

### Franchigia
- National Football Conference Championship: 1

Atlanta Falcons: 2016

### Individuale
- Convocazioni al Pro Bowl: 1

2017
- Difensore della NFC della settimana: 2

14 del 2017, 7ª del 2021
- Rookie difensivo del mese: 1

settembre 2016
- PFWA All-Rookie Team - 2016